# NGC 6784A
NGC 6784A is een elliptisch sterrenstelsel in het sterrenbeeld Pauw. Het hemelobject werd op 23 juni 1835 ontdekt door de Britse astronoom John Herschel.

## Synoniemen
- ESO 104-55A
- PGC 63210